# Chrysotus simulans
Chrysotus simulans är en tvåvingeart som beskrevs av Van Duzee 1924. Chrysotus simulans ingår i släktet Chrysotus och familjen styltflugor.
Artens utbredningsområde är Florida. Inga underarter finns listade i Catalogue of Life.